# Atletica leggera ai Giochi della XXXI Olimpiade - Staffetta 4×100 metri maschile

Video della Finale

Ai Giochi della XXXI Olimpiade, la competizione della staffetta 4×100 metri maschile si è svolta il 18 ed il 19 agosto allo Stadio Nilton Santos di Rio de Janeiro.

## Presenze ed assenze dei campioni in carica
Per i campionati europei si considera l'edizione del 2014.
| Competizione            | Nazionale      | Tempo | Rio 2016  |
| ----------------------- | -------------- | ----- | --------- |
| Olimpiadi 2012          | Giamaica       | 36”84 | Presente  |
| Commonwealth 2014       | Giamaica       | 37”58 | Presente  |
| Europei 2014            | Gran Bretagna  | 37”93 | Presente  |
| Asiatici 2014           | Cina           | 37”99 | Presente  |
| Panamericani 2015       | Stati Uniti    | 38”27 | Presenti  |
| Africani 2015           | Costa d'Avorio | 38”93 | Non Qual. |
| Mondiali staffette 2015 | Stati Uniti    | 37”38 | Presenti  |
| Mondiali 2015           | Giamaica       | 37”36 | Presente  |

1. ↑  In semifinale Antigua e Barbuda stabiliscono il nuovo record dei Giochi con 38"14.

## La gara
Le due semifinali sono vinte rispettivamente dagli Stati Uniti in 37”65 (il Canada secondo migliora il record nazionale con 37”82) e Giappone in 37”68 (primato continentale) con la Giamaica seconda.

In finale i giapponesi rimangono davanti a tutti e solo la potenza di Bolt, ultimo frazionista, riesce a tenerli dietro (37”27, quarto tempo più veloce della storia). I nipponici stabiliscono comunque il nuovo record nazionale che vale anche come record dell'Asia: 37”60. 

Gli Stati Uniti arrivano terzi (37”62), ma vengono squalificati: Justin Gatlin, il secondo frazionista, ha preso il testimone prima dell'inizio della zona cambio. Il Canada viene promosso al terzo posto (37”64, record nazionale).
I tempi dalla terza alla quinta posizione sono i più veloci in assoluto per tali posizioni.

Usain Bolt compie a Rio un'eccezionale tripletta: 100 metri, 200 metri e staffetta.
La sua straordinaria striscia vincente comprende le stesse vittorie sia a Londra 2012 che a Pechino 2008: tre triplette, per un totale di nove ori.
Nessun atleta è mai riuscito a ripetersi tre volte su 100 e 200 metri. Nella staffetta veloce il giamaicano ha eguagliato il record di Frank Wykoff (USA), medaglia d'oro nel 1928, 1932 e 1936.

## Risultati

### Batterie
Qualificazione: i primi 3 di ogni batteria (Q) e i 2 successivi migliori tempi (q).

#### Batteria 1
| Posizione | Corsia | Paese               | Atleti                                                                   | Tempo  | Note                                     |
| --------- | ------ | ------------------- | ------------------------------------------------------------------------ | ------ | ---------------------------------------- |
| 1         | 3      | Stati Uniti         | Mike Rodgers Christian Coleman Tyson Gay Jarrion Lawson                  | 37"65  | Q                                        |
| 2         | 4      | Cina                | Tang Xingqiang Xie Zhenye Su Bingtian Zhang Peimeng                      | 37"82  | Q                                        |
| 3         | 2      | Canada              | Akeem Haynes Aaron Brown Brendon Rodney Mobolade Ajomale                 | 37"89  | Q                                        |
| 4         | 6      | Turchia             | Izzet Safer Jak Ali Harvey Emre Zafer Barnes Ramil Guliyev               | 38"30  | Record nazionale                         |
| 5         | 7      | Francia             | Marvin René Stuart Dutamby Mickael-Meba Zeze Jimmy Vicaut                | 38"35  | Miglior prestazione personale stagionale |
| 6         | 8      | Antigua e Barbuda   | Chavaughn Walsh Cejhae Greene Jared Jarvis Tahir Walsh                   | 38"44  | Miglior prestazione personale stagionale |
| 7         | 5      | Saint Kitts e Nevis | Jason Rogers Kim Collins Allistar Clarke Antoine Adams                   | 39"81  |                                          |
| –         | 1      | Rep. Dominicana     | Mayobanex de Oleo Yohandris Andújar Stanly del Carmen Yancarlos Martinez | Squal. | R 162.7                                  |

#### Batteria 2
| Posizione | Corsia | Paese             | Atleti                                                                   | Tempo | Note |
| --------- | ------ | ----------------- | ------------------------------------------------------------------------ | ----- | ---- |
| 1         | 6      | Giappone          | Ryota Yamagata Shōta Iizuka Yoshihide Kiryū Asuka Cambridge              | 37"68 | Q    |
| 2         | 3      | Giamaica          | Jevaughn Minzie Asafa Powell Nickel Ashmeade Kemar Bailey-Cole           | 37"94 | Q    |
| 3         | 7      | Trinidad e Tobago | Keston Bledman Rondel Sorrillo Emmanuel Callender Richard Thompson       | 37"96 | Q    |
| 4         | 1      | Gran Bretagna     | Richard Kilty Harry Aikines-Aryeetey James Ellington Chijindu Ujah       | 38"06 | q    |
| 5         | 8      | Brasile           | Ricardo de Souza Vitor Hugo dos Santos Bruno de Barros Jorge Vides       | 38"19 | q    |
| 6         | 4      | Germania          | Julian Reus Sven Knipphals Robert Hering Lucas Jakubczyk                 | 38"26 |      |
| 7         | 5      | Cuba              | César Ruiz Roberto Skyers Reynier Mena Yaniel Carrero                    | 38"47 |      |
| 8         | 2      | Paesi Bassi       | Solomon Bockarie Hensley Paulina Liemarvin Bonevacia Giovanni Codrington | 38"53 |      |

### Finale
Il record del mondo (RM) è stato stabilito alle Olimpiadi di Londra:
| Record                            | Prestazione | Atleta                                                         | Data                  | Competizione               |
| --------------------------------- | ----------- | -------------------------------------------------------------- | --------------------- | -------------------------- |
| Record mondiale · Record olimpico | 36"84       | Giamaica Nesta Carter, Michael Frater, Yohan Blake, Usain Bolt | 11 agosto 2012 Londra | Giochi della XXX Olimpiade |

Venerdì 19 agosto, ore 22:35.
| Pos.    | Corsia | Paese             | Atleti                                                             | Tempo  | Note                                    |
| ------- | ------ | ----------------- | ------------------------------------------------------------------ | ------ | --------------------------------------- |
| Oro     | 4      | Giamaica          | Asafa Powell Yohan Blake Nickel Ashmeade Usain Bolt                | 37"27  | Miglior prestazione mondiale stagionale |
| Argento | 5      | Giappone          | Ryota Yamagata Shōta Iizuka Yoshihide Kiryū Asuka Cambridge        | 37"60  |                                         |
| Bronzo  | 7      | Canada            | Akeem Haynes Aaron Brown Brendon Rodney Andre De Grasse            | 37"64  |                                         |
| 4       | 6      | Cina              | Tang Xingqiang Xie Zhenye Su Bingtian Zhang Peimeng                | 37"90  |                                         |
| 5       | 1      | Gran Bretagna     | Richard Kilty Harry Aikines-Aryeetey James Ellington Adam Gemili   | 37"98  |                                         |
| 6       | 2      | Brasile           | Ricardo de Souza Vitor Hugo dos Santos Bruno de Barros Jorge Vides | 38"41  |                                         |
|         | 8      | Trinidad e Tobago | Keston Bledman Rondel Sorrillo Emmanuel Callender Richard Thompson | Squal. | R 163.3                                 |
|         | 3      | Stati Uniti       | Mike Rodgers Justin Gatlin Tyson Gay Trayvon Bromell               | Squal. | R 170.7                                 |